# Кац Семен Юділевич
Кац Семен Юділевич (15 квітня 1915, Овруч — 2 квітня 1985) — український вчений-правознавець, доктор юридичних наук, професор кафедри цивільного процесу (до 1985 року) Харківського юридичного інституту.

## Біографія
Народився 15 квітня 1915 року в місті Овручі Овруцького повіту Волинської губернії (тепер Житомирська область).
У 1938 році закінчив Харківський юридичний інститут (зараз Національний університет «Юридична академія України імені Ярослава Мудрого»).
Упродовж 1938–1941 років — аспірант Харківського юридичного інституту, асистент кафедри цивільного права і цивільного процесу.
Під час Німецько-радянської війни брав участь у бойових діях.
Протягом 1946–1973 років — асистент, старший викладач, доцент і до 1985 року — професор кафедри цивільного процесу рідного вузу.
У 1949 році захистив кандидатську дисертацію «Участь прокурора в радянському цивільному процесі (в народному суді та в касаційній інстанції)»; у 1971 році — дисертацію на здобуття наукового ступеня доктора юридичних наук «Проблеми перегляду судових постанов у цивільних справах у порядку нагляду». Вчене звання професора присвоєно у 1973 році.
Помер Семен Юділевич Кац 2 квітня 1985 року.

## Наукова діяльність
Семен Юділевич досліджував проблеми участі прокурора в цивільному процесі та питання, пов'язані з переглядом у порядку судового нагляду рішень, ухвал і постанов, що набрали законної сили. Опублікував понад 60 наукових праць. Основними серед них є:
- «Участь прокурора в радянському цивільному процесі» (1958)
- «Порушення провадження в порядку нагляду з цивільних справ» (1965)
- «Судовий нагляд у цивільному судочинстві» (1980)
- «Радянський цивільний процес» (1982)

Підготував двох кандидатів юридичних наук.

## Нагороди
Нагороджений орденами Червоної Зірки (1944), Вітчизняної війни II ступеня (1944), медалями «За відвагу» (1943), «За оборону Москви» (1944), «За перемогу над Німеччиною у Великій Вітчизняній війні 1941–1945 рр.» (1945) та ін.